# Київська кільцева електричка
Київська кільцева електричка (або Kyiv City Express, до 2022 Київська міська електричка) — лінія міського електропоїзда, що пролягає кільцем Київського залізничного вузла, складається з 2 протилежних маршрутів:
- "А" (за годинниковою стрілкою, стара назва "Е1"): Святошин ➜ Почайна ➜ Воскресенка ➜ Березняки ➜ Видубичі ➜ Вокзальна ➜ Святошин
- "Б" (проти годинникової стрілки, стара назва "E2"): Святошин ➜ Вокзальна ➜ Видубичі ➜ Березняки ➜ Воскресенка ➜ Почайна ➜ Святошин

Поїзди курсують щоденно, відправляючись з кінцевих станцій Дарниці та Святошина з 05:30 до 22:30 щогодини, а у години пік — щопівгодини. Вартість проїзду — 15 ₴.

## Історія

### «Міська електричка»
Рух відкрито 2 вересня 2009. Проєкт «Міська електричка» був реалізований з метою організації рівномірного розподілу пасажиропотоків та зменшення навантаження на інший громадський транспорт столиці, а також для забезпечення прямого зв'язку між лівобережною та правобережною частинами міста Києва.
Оператором міської електрички був комунальний Київпастранс

#### Перша черга
2 вересня 2009 року розпочався рух міською електричкою на ділянці Троєщина (колишня Городня, нині Воскресенка) — Петрівка (нині Почайна) відповідно з угодою із Південно-Західною залізницею. Маршрут руху обмежувався цими двома зупинками, відстань між якими потяги долали за 6 хвилин. Маршрут обслуговували два склади електропоїздів.

#### Друга черга
4 жовтня 2011 року був відкритий рух кільцем довжиною 50,8 км із 14-ма зупинками: Дарниця, Лівобережна, Троєщина, Петрівка, Зеніт, Вишгородська, Сирець, Рубежівський, Борщагівка, Київ-Волинський, Караваєві Дачі, Північна, Видубичі та Лівий Берег. Упродовж жовтня 2011 — лютого 2022 року працювала у часи пік зранку та ввечері з інтервалом 20—60 хвилин. Через незадовільний технічний стан рейси міської електрички часто скасовувались.

#### Третя черга
25 жовтня 2012 року відкрили ще одну зупинку — Троєщина II, збільшивши загальну кількість зупинок до 15-ти. Особливості даного етапу — зав'язка із лівобережною лінією швидкісного трамвая, що перевозить мешканців житлового масиву Вигурівщина-Троєщина до міської електрички.
До повномасштабного вторгнення працювала з сильними перебоями, а після початку пандемії коронавірусу практично перестала працювати. 

### Кільцева електричка (Kyiv City Express)
З 2022 року діє як складова проєкту City Express. 24 лютого 2022 року через російське вторгнення робота міської електрички Київпастрансу була припинена. 12 електропоїздів перестали використовуватись. 21 березня 2022 року рух було відновлено Укрзалізницею власним рухомим складом.

#### Маршрут Дарниця - Святошин
З початком російського вторгнення 24 лютого 2022 року робота міської електрички була припинена, пізніше відновлена 21 березня 2022 року за маршрутом «Дарниця — Святошин» (через станцію Київ-Пасажирський)

#### Відновлення кільцевого руху
27 березня — поїхала повноцінним кільцем із зупинками, яких раніше не було на схемі міської електрички: Київ-Дніпровський, Київ-Деміївський, Протасів Яр та Київська Русанівка. Тепер перевізником стала Укрзалізниця, та електричка нарешті запрацювала з чітким розкладом й оновленим рухомим складом.
У лютому 2023 року кияни підтримали перейменування низки станцій кільцевої електрички. На початку жовтня в електропоїздах Київської міської електрички запроваджено дублювання оголошення зупинок англійською мовою для іноземних гостей столиці, додавши нові назви станцій (для того, щоб пасажири поступово звикали до нових назв, поки завершується процес офіційного перейменування на рівні КМДА).
18 січня 2024 року на пленарному засіданні Київської міської ради відбулося перейменування наступних станцій і зупинок:
- Вишгородська ➜ Пріорка;
- «Північна» станції «Київ-Пасажирський» ➜ на Вокзальна;
- Лівий Берег ➜ на Березняки;
- Київська-Русанівка ➜ на Русанівка;
- Київ-Дніпровський ➜ на Микільська Слобідка;
- Троєщина-2 ➜ на Райдужний;
- Троєщина ➜ на Воскресенка;
- Зеніт ➜ на Куренівська;
- Рубежівський ➜ на Берестейська.

## Оплата та вартість проїзду

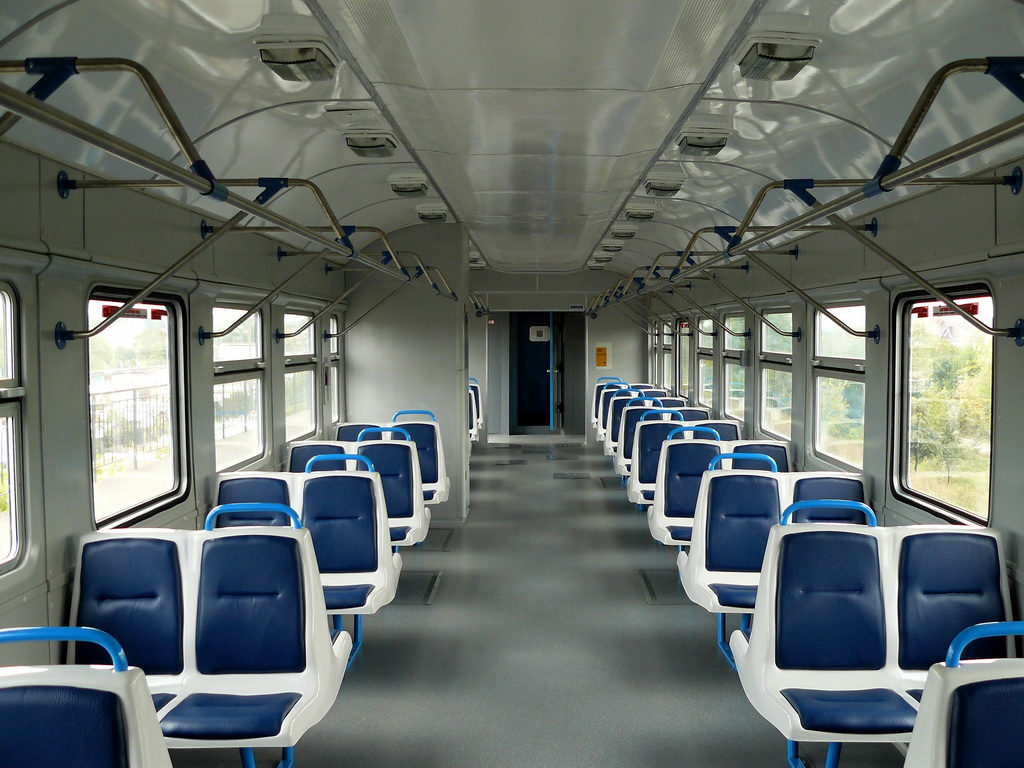
Салон вагона міської електрички

Вартість проїзду складає 15 ₴, оплата здійснюється:
- разовим квитком;
- місячним абонементним квитком;
- через чат-бот у Viber та Telegram;
- через мобільний додаток «Київ Цифровий»;
- безконтактною банківською карткою.
- безконтактною транспортною карткою Київ Цифровий (шляхом поповнення грошей на гаманець транспортної картки).
- Придбанням разового квитка в електричці в роз'їзного касира (за готівку) або в касах вокзалів Дарниця, Київ-Пасажирський, Святошин (будь-який вид оплати).

Транспортну карту «Київ Цифровий», безконтактну банківську картку, або квиток, придбаний на електричку в терміналі самообслуговування «Київ Цифровий», потрібно прикладати до валідатора помаранчевого кольору, розташованого на турнікеті, або поруч із терміналом самообслуговування «Київ Цифровий».
Діють знижки для пільгових категорій, а також для студентів зі студентським квитком. Пільговий квиток студенти можуть придбати в касах вокзалів Дарниця, Київ-Пасажирський, Святошин (будь-який вид оплати), або в електричці в роз'їзного касира виключно за готівку.
До 7 лютого 2015 року вартість проїзду становила 1,70 гривень. До 15 липня 2017 року вартість проїзду становила 4 гривні.
До 7 лютого 2015 року діяли також:
- комбінований квиток вартістю 2 гривні:
  - до 30 січня 2013 року єдиний проїзний квиток:
    - на міський електропоїзд та підвізний автобус маршрутів № 59, 60 або 61[19].
    - на міський електропоїзд та швидкісний трамвай[20].

  - після 30 січня 2013 року:
    - єдиний проїзний квиток «Міська електричка — трамвайні маршрути № 4, 5, спеціальні автобусні маршрути № 59, 60, 61 та тролейбусний маршрут № 28»[21].

### Види оплати
У різні часи існували наступні види оплати проїзду:
- Разовий квиток для електронного компостування (з 2012 року).
  - Разовий абонементний квиток (існував до введення в дію турнікетів)[18]
- Разовий квиток зі штрих-кодом (з листопада 2011 року)[18][23].
- Жетон[18] (при вкиданні у турнікет видається чек-квиток зі штрих-кодом) введений з березня 2012 року[24][25].
- Єдиний проїзний квиток[26].
- Посадковий квиток (для пільгових категорій громадян).

Також планувалося ввести проїзні місячні квитки, але ідея ще не була реалізована до 7 лютого 2015 року. З початку 2013 року було введено квитки для електронного компостування (зі спеціальною смужкою).

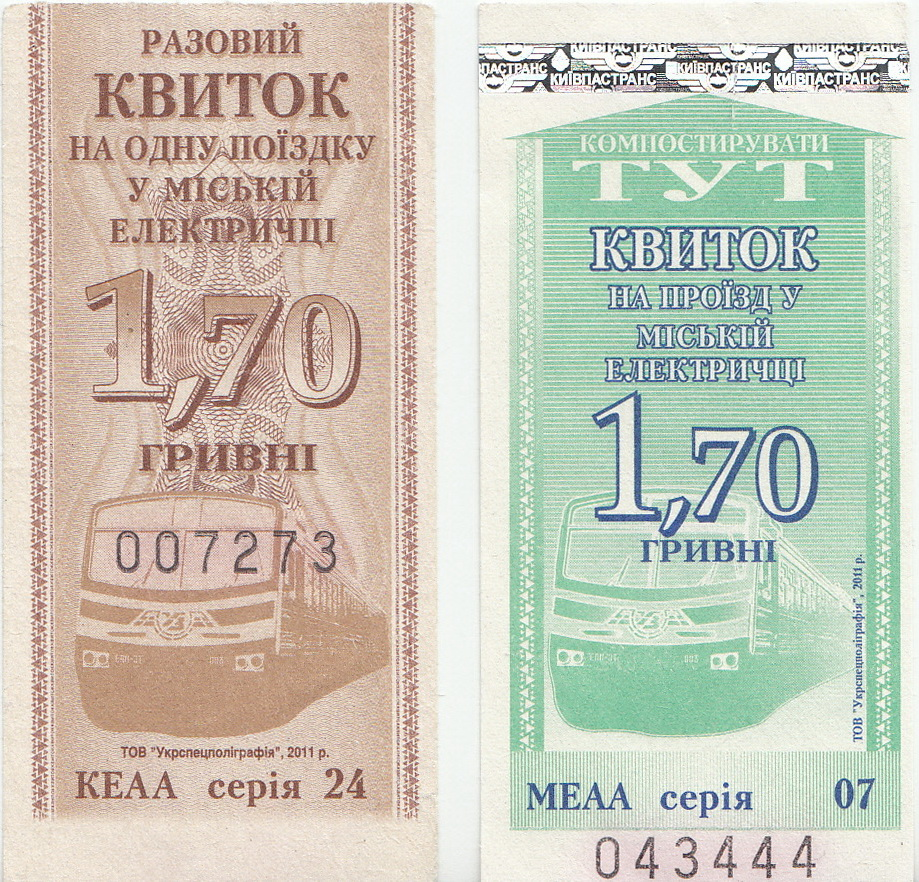
Разовий абонементний квиток
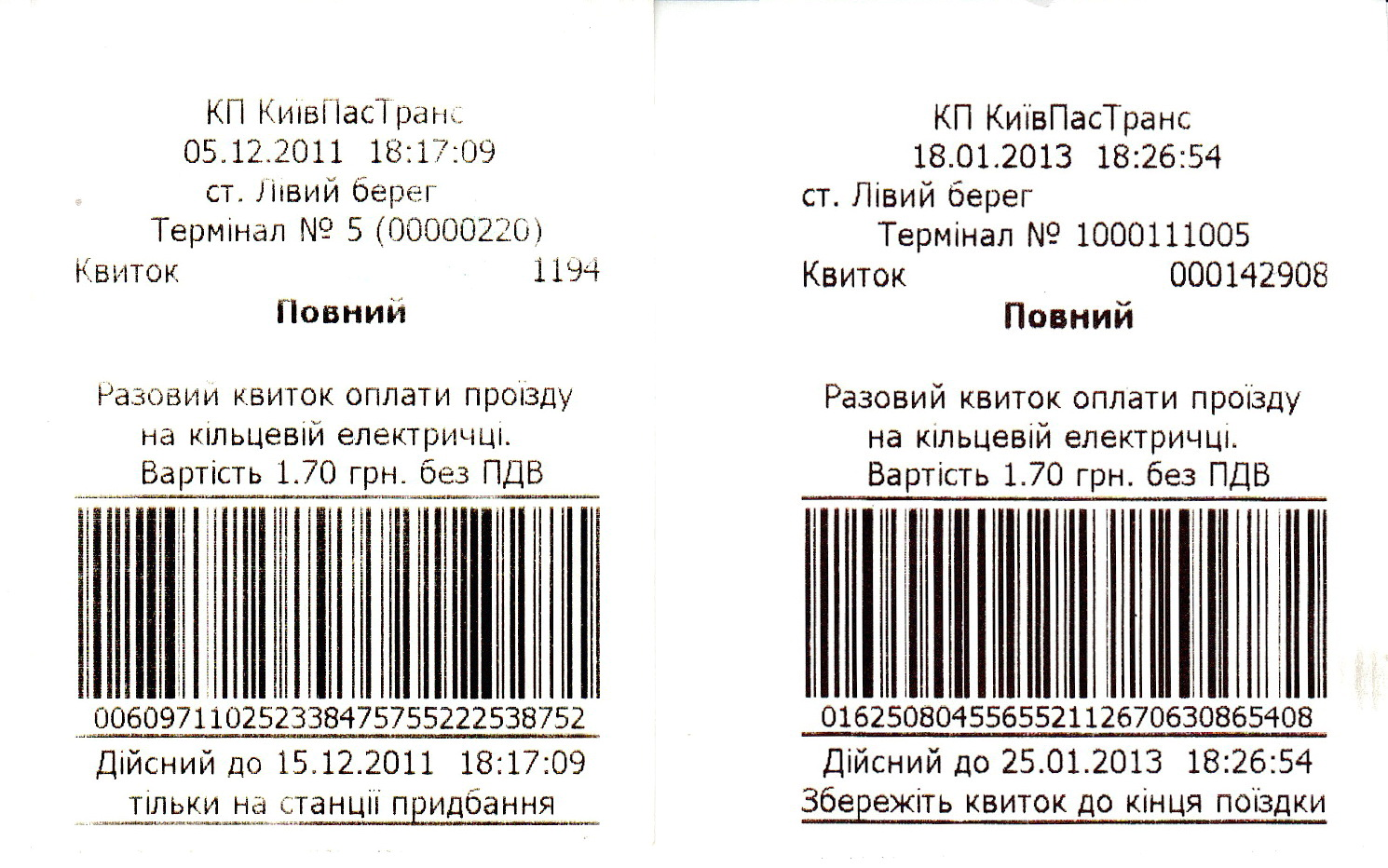
Разовий квиток зі штрих-кодом (старий та новий зразок)
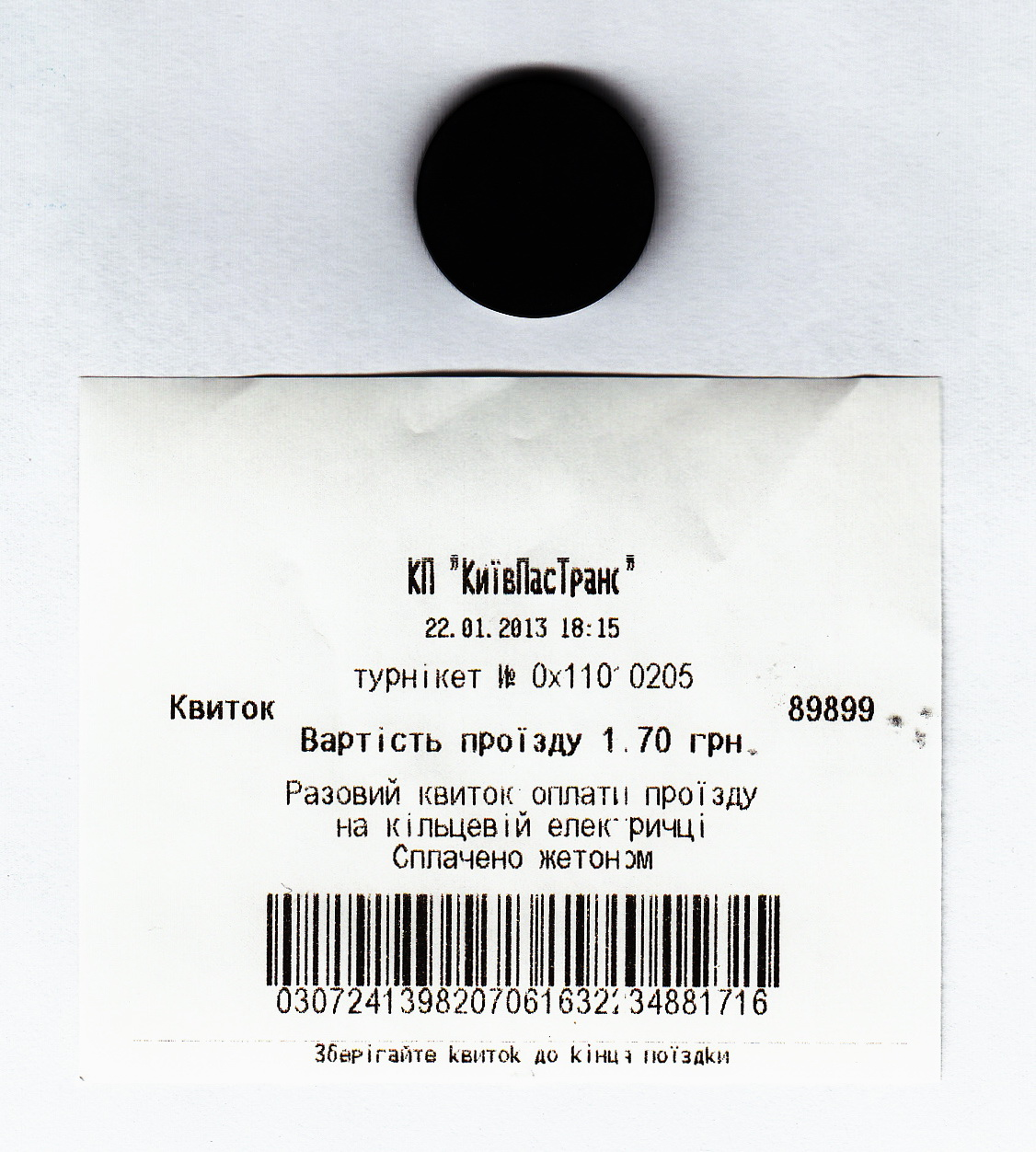
Жетон та чек-квиток зі штрих-кодом
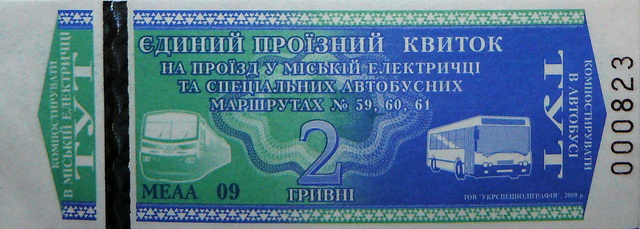
«Єдиний проїзний квиток» (міський електропоїзд та автобус) старого зразка
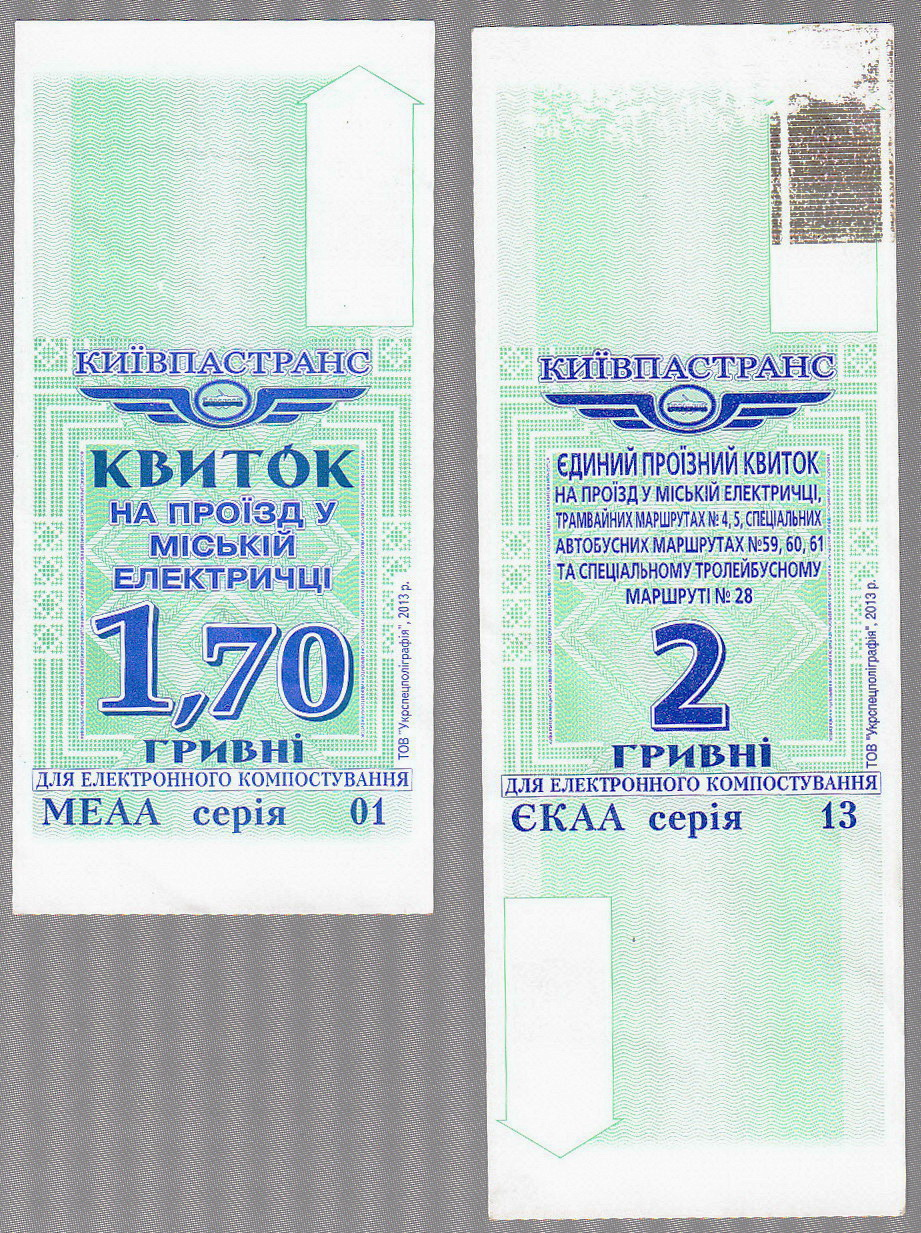
Квитки нового зразка для електронного компостування — «звичайний» та «єдиний проїзний квиток» (міський електропоїзд, трамвай, автобус та тролейбус)
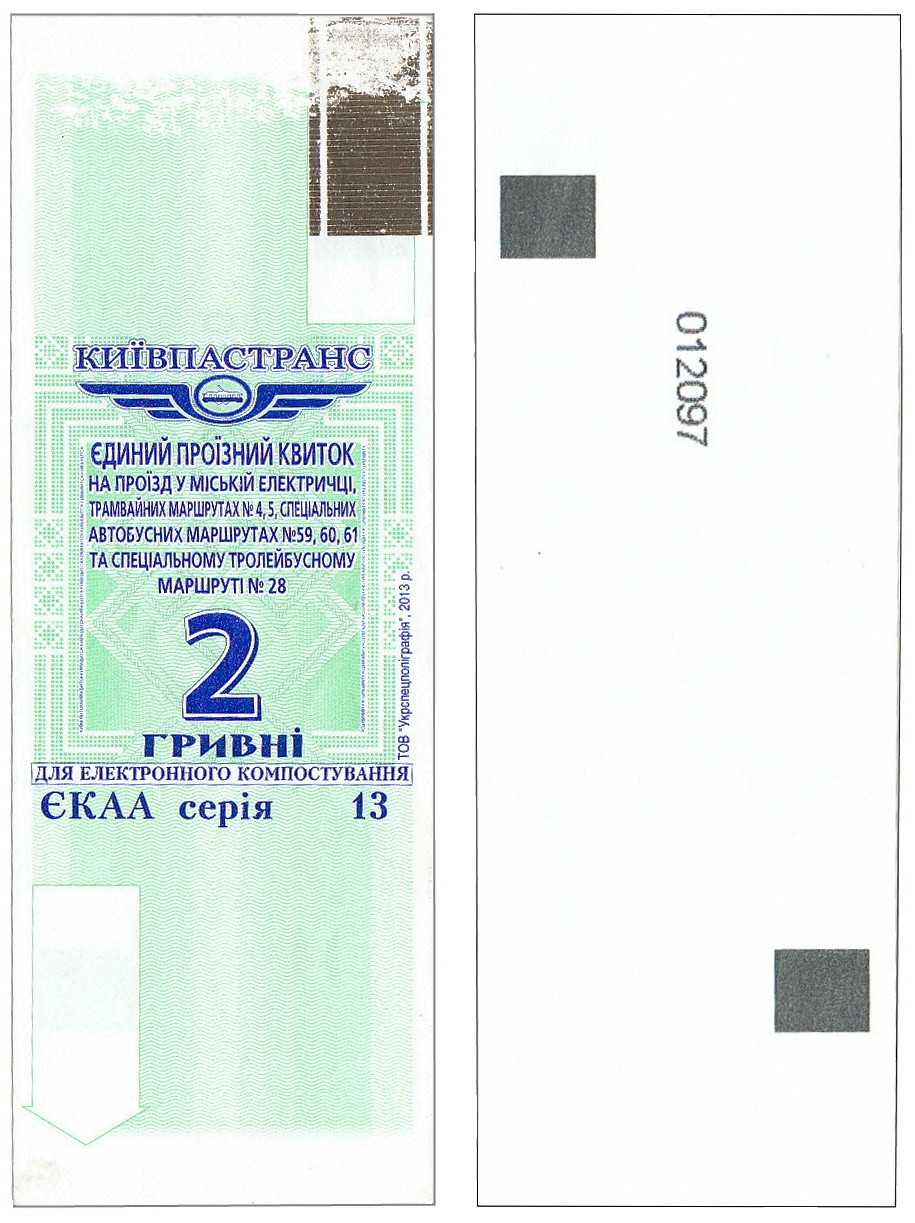
«Єдиний проїзний квиток» (міський електропоїзд, трамвай, автобус та тролейбус) для електронного компостування

З лютого 2019 року у міській електричці є можливість сплатити за проїзд електронним квитком.

## Маршрут руху електрички
Лівобережна ділянка північного півкільця збігається з основною планувальною віссю цієї частини міста — рокадною автомагістраллю Троєщина — Осокорки і трасою проєктованої Лівобережної лінії Київського метрополітену.
Поблизу проходження траси залізниці розташовані місцевості Стара і Нова Дарниця, масиви Позняки, Березняки, Русанівка, Соцмісто, Лівобережний, Райдужний, Русанівські та Воскресенські сади, промислові зони, територія лівобережжя Києва.
Транспортна інфраструктура поблизу пересадкових вузлів (станції, платформи) представлена трамвайними, тролейбусними і автобусними маршрутами.
На правому березі колії північного залізничного півкільця проходять серединною зоною на відстані 4—8 км від ядра центра міста. У прилеглій зоні розташована Куренівка, Пріорка (район вулиць Вишгородської, Автозаводської), Мостицький, Сирець, Нивки, Микільська Борщагівка, Відрадний, Південна Борщагівка. Вздовж залізниці розташовані виробничі і промислові зони Рибальського острова, Петрівки, Борщагівки, Пост-Волинського.

## Перелік зупинок
За годинниковою стрілкою (у напрямку станцій Почайна, Воскресенка, Дарниця, Вокзальна): Святошин — Берестейська — Сирець — Пріорка — Куренівка — Почайна — Райдужний — Воскресенка — Микільська Слобідка — Лівобережна — Русанівка — Дарниця — Березняки — Видубичі — Київ-Деміївський — Протасів Яр — Вокзальна — Караваєві Дачі — Київ-Волинський — Борщагівка — Святошин.
Проти годинникової стрілки (у напрямку станцій Вокзальна, Дарниця, Воскресенка, Почайна): Святошин — Борщагівка — Київ-Волинський — Караваєві Дачі — Вокзальна — Протасів Яр — Київ-Деміївський — Видубичі — Березняки — Дарниця — Русанівка — Лівобережна — Микільська Слобідка — Воскресенка — Райдужний — Почайна — Куренівка — Пріорка — Сирець — Берестейська — Святошин.

## Рухомий склад

### Міська електричка від Київпастрансу
Маршрут мають обслуговувати 10 електропоїздів у складі 6 вагонів. Один із електропоїздів, ЕПЛ9Т-003, був модернізований у 2009 році таким чином, що сидіння у ньому розташовані вздовж бортів, як у поїздах метро. Решта поїздів пройшли модернізацію у 2011 році, при цьому в салонах були встановлені сидіння за схемою 2+2, що дозволяє збільшити кількість місць для стоячих пасажирів та загальну місткість вагонів.
- Київська міська електричка ЕПЛ9Т-005

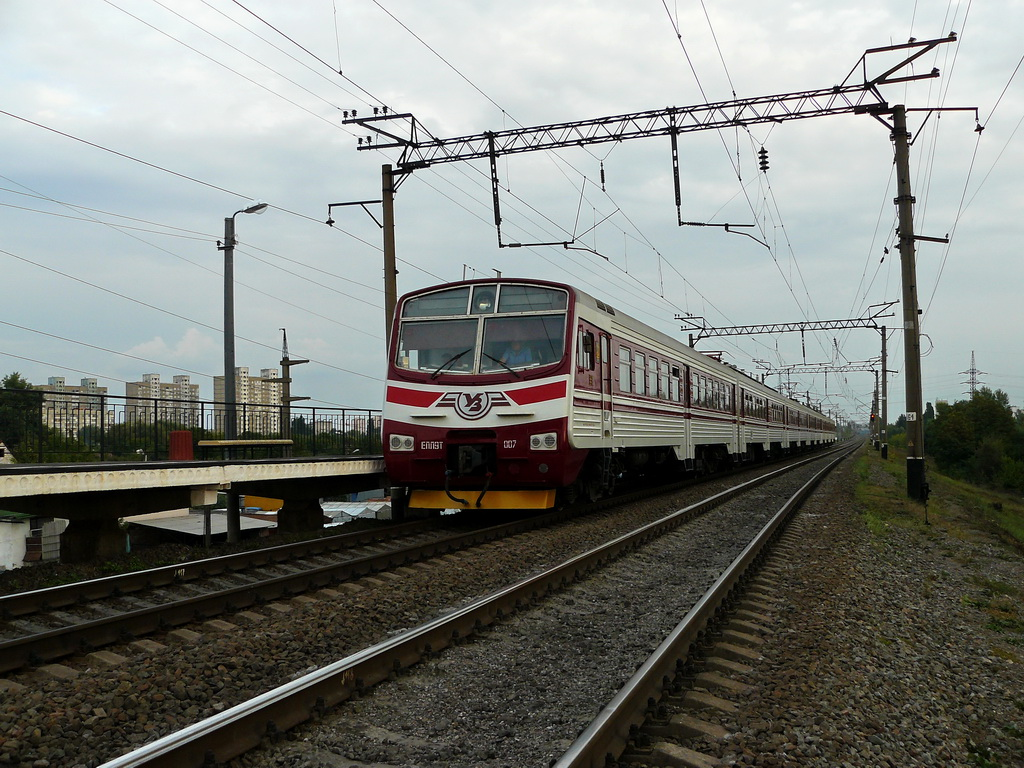
ЕПЛ9Т-007 на платформі «Троєщина»

4 серпня 2022 року презентований десятий оновлений електропоїзд, який використовується для пасажирських перевезень на маршруті Київської міської електрички. Саме з цього дня пасажирів обслуговують виключно модернізовані електропоїзди. Тож весь рухомий склад став інклюзивний, тобто призначений для зручного перевезення пасажирів з дітьми, людей з інвалідністю, велосипедистів, має зручні оновлені сидіння, а в останніх моделях має деякі зміни, які впроваджені завдяки відгукам пасажирів. Наприклад, тримачі для велосипедів в ньому обладнані спеціальними м'якими накладками.

#### Оновлення лівреї (2014)
10 жовтня 2014 року, після кількамісячної перерви, відновлено рух на лінії електропоїздів з оновленою лівреєю, яку на волонтерських засадах розробили дизайнери агентства «Агенти змін». У новій палітрі — білий, жовтий, синій та сірий кольори. Ними розфарбують не лише рухомий склад, а й використають у елементах навігації як у вагонах, так і на станціях міської електрички. Новий логотип, зручна навігація та сучасний зовнішній вигляд потягів — три основні елементи оновлення зовнішнього виду Міської електрички.

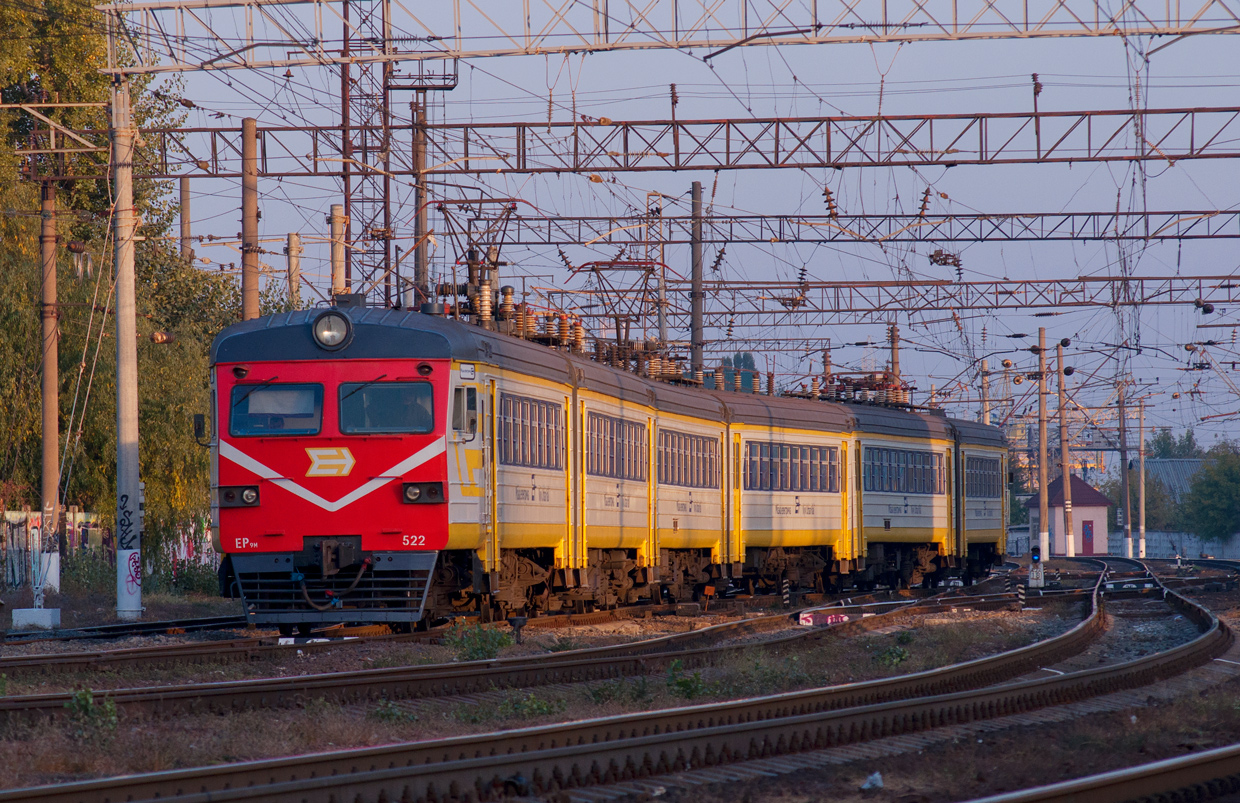
Міська єлектричка ЕР9М-522 з новою ліврею
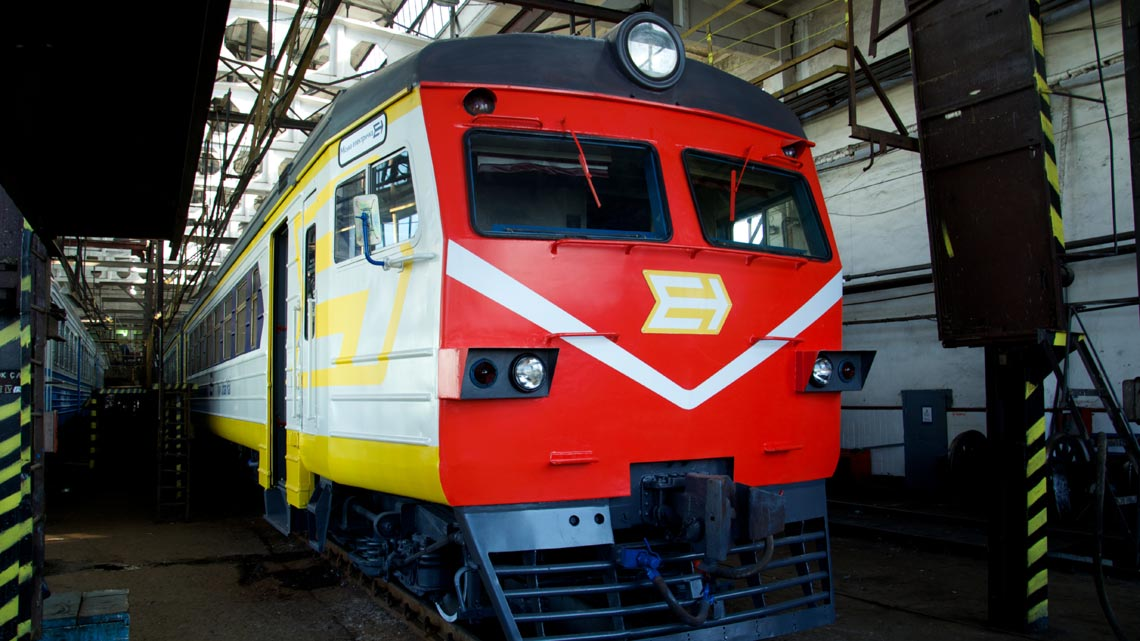
Київська міська єлектричка ЕР9М у новій лівреї. Вигляд спереду
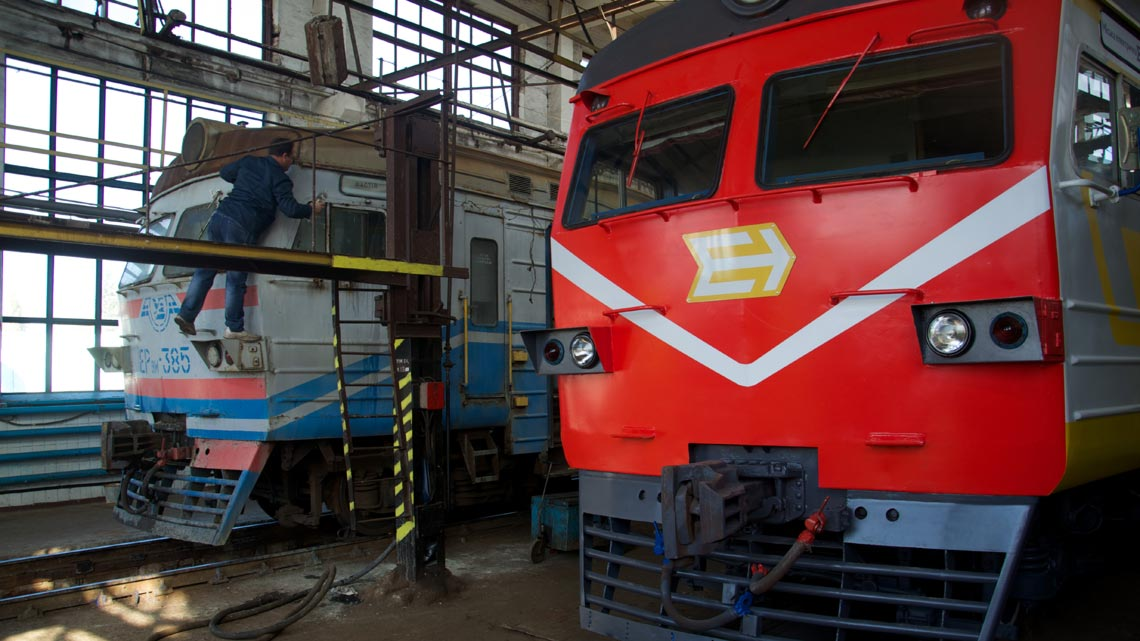
Стара та нова лівреї електропоїзда ЕР9М

### Кільцева електричка від Укрзалізниці
Після зміни оператора рухомий склад Київпастрансу, що працював раніше, перестав використовуватись. З 2022 року на маршруті працюють електропоїзди Укрзалізниці. З серпня 2022 року виукористовуються виключно рухомий склад, що пройшов капітальний ремонт на КЕВРЗ.

## Пасажиропотік

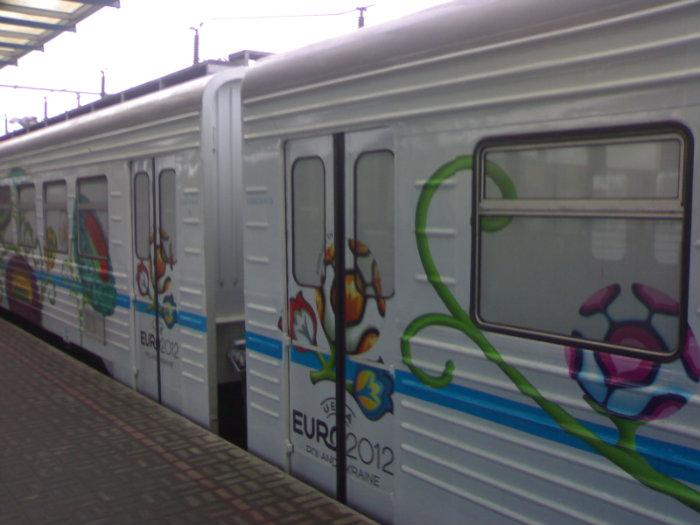
Міська електричка ЕПЛ9Т на платформі «Лівий берег»

Поточний пасажиропотік (станом на 2015 рік) за місяць становить близько 2 700 000 пасажирів, тобто приблизно 90 тисяч на добу.

### 2009
Пасажиропотік у 2009 році (за 4 місяці) становив 382 тис. пасажирів.

### 2010
Пасажиропотік у 2010 році становив 1 млн 260 тис. пасажирів.

### 2011
Пасажиропотік у 2011 році становив 2 млн 744 тис. пасажирів, з них:
- 495,5 тис. пасажирів було перевезено в період з січня по вересень 2011 року (через дві станції міської електрички «Петрівка» та «Троєщина» — першу чергу міської електрички);
- 2 млн 249,2 тис. пасажирів у період з жовтня по грудень 2011 року (друга черга міської електрички).

### 2012
- Пасажиропотік за перші 3 місяці 2012 року становив 2 млн 495 тис. пасажирів, в тому числі 880,1 тис. пасажирів пільгових категорій[34] .

### 2013
Станом на квітень 2013 року з часу запуску міської електрички нею скористалися 15,7 млн пасажирів.

### 2024
Київська кільцева електричка впродовж 2024 року перевезла майже 3,5 млн пасажирів — це на 4 % більше, ніж у 2023 році. 10 % пасажирів «Kyiv City Express»  пільгової категорії — пенсіонери, які користувалися електричкою безкоштовно.

## Експлуатація
Проєкт міської електрички реалізує Південно-Західна залізниця (ПЗЗ)
- Південно-Західна залізниця відповідає за належний стан залізничної інфраструктури, рухомий склад, системи електропостачання, посадкових платформ, формує тарифи та адмініструє прибуток.

### Собівартість
Станом на липень 2013 року собівартість перевезення одного пасажира в міській електричці Києва за словами представників міської влади становить 7,00 ₴, а оскільки ціна квитка не перевищує 2 гривень, то проєкт міської електрички є збитковим і потребує дотацій з міського бюджету.

### Переваги
З точки зору погодних умов, міська електричка після Київського метрополітену є одним з найнадійніших видів Київського міського громадського транспорту. Також під час сигналу "Повітряна тривога" електричка не припиняє свій рух.

## Цікаві факти

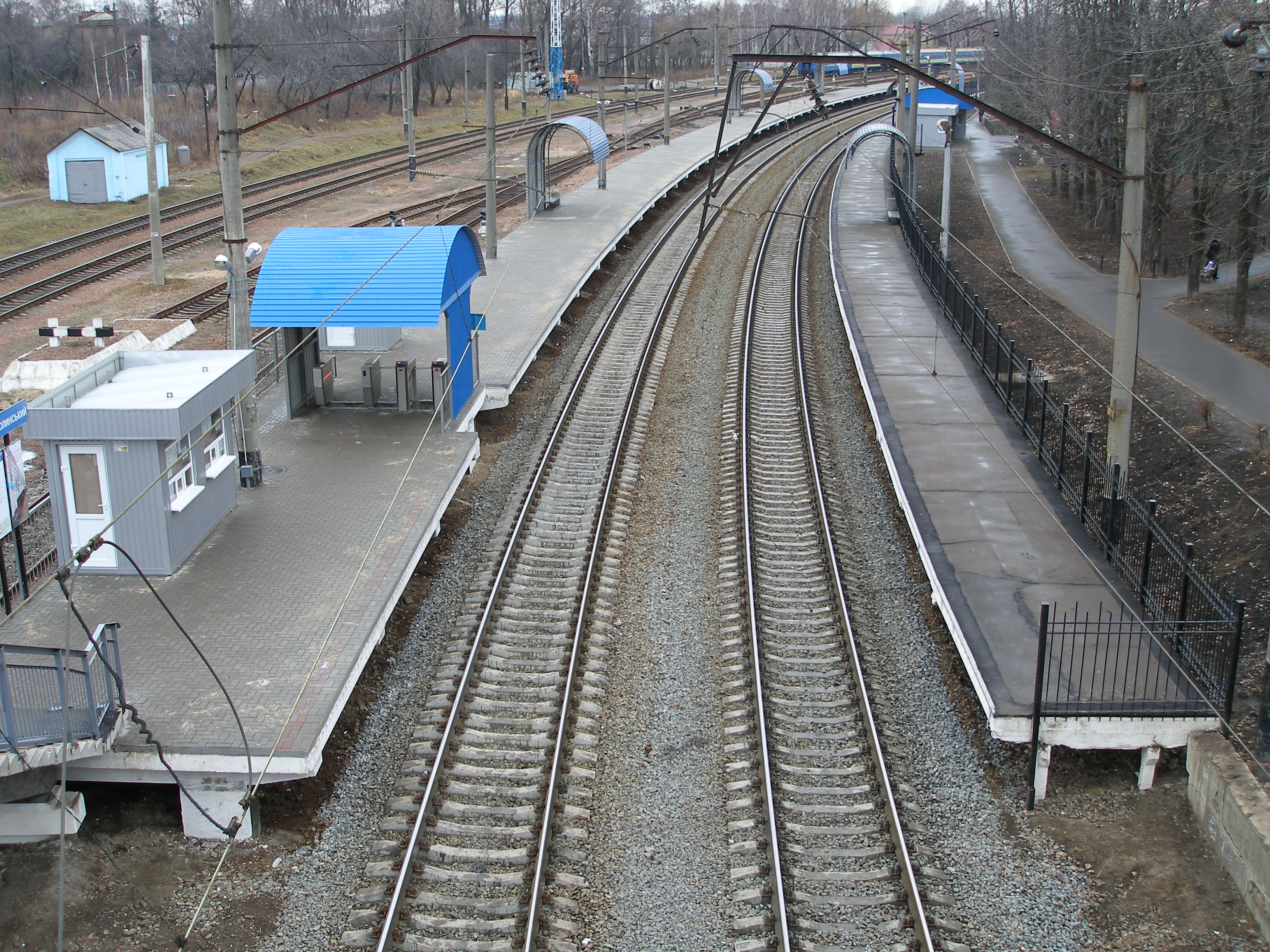
Геометрія деяких зупинок Київської міської електрички

- Геометрія зупинок — декілька зупинок мають форму кривої (зовнішня сторона дуги), що відрізняється від класичного вигляду (рівні паралельні прямі), і проявляється у підвищеній увазі машиністів на таких зупинках. Одному з них доводиться виходити на платформу та особисто спостерігати за безпечною посадкою пасажирів після чого потяг рушає, відповідно інша сторона зупинки не потребує такої уваги, тому що її видно навіть краще (внутрішня сторона дуги):
  - Берестейська — сторона зупинки проти годинникової стрілки.
  - Райдужний — сторона зупинки проти годинникової стрілки.
  - Видубичі — сторона зупинки за годинниковою стрілкою.
  - Київ-Волинський — сторона зупинки за годинниковою стрілкою.
- Однобічна зупинка — на станції Почайна електричка в обох напрямках прибуває на одну й ту ж колію (одна посадкова платформа берегового типу). Це зроблено для зручності пересадки пасажирів з/на станцію метро «Почайна».
- Зміна напрямку руху — повністю коло міської електрички неможливо проїхати без зміни напрямку руху (наприклад у першому вагоні), крім випадку, коли йде посадка на станціях Дарниця та Святошин. Поїзна бригада переходить у протилежну кабіну[43].